# Ja Rule
Jeffrey Atkins, známý jako Ja Rule (* 29. února 1976 Queens, New York, USA) je americký rapper, zpěvák a herec. Svou rapovou kariéru započal ve skupině Cash Money Click, od roku 1999 je na sólové dráze.

## Hudební kariéra
V letech 2000–2005 dokázal vytvořit několik úspěšných hitů, které mu vynesly čtyři nominace na cenu Grammy, ale poté byl i s nahrávací společností Murder Inc. vyhozen z Def Jamu, kvůli navázanosti Murder Inc. na drogové podsvětí. Jeho kariéru také poznamenal dlouholetý spor s rapperem 50 Centem, a to již v roce 2003 při vydání mixtapu Blood In My Eye, který se proměnil v album. Ten obsahoval disstracky na 50 Centa a musel být vydávaný v cenzurované verzi, v prodejích však propadl. Po propuštění od Def Jamu trvalo Ja Rulovi čtyři roky, než nahrál nové album "The Mirror", které však předčasně uniklo na internet, a tak bylo vydáno jen v digitální podobě. V roce 2011 prohlásil, že spor s 50 Centem je ukončen. Na červen 2011 chystal vydání dvou alb: The Renaissance Project a Pain is Love 2. Obě alba měla být vydána ještě před jeho nástupem na dvouletý trest ve vězení za nelegální držení zbraně, o kterém soud rozhodl 8. června 2011. Alba však do té doby vydána nebyla. Pain Is Love 2 bylo vydáno v únoru 2012, žádný velký comeback se však nekonal, když se prodalo 3 000 kusů v první týden prodeje.

## Diskografie

### Studiová alba
| Rok  | Album                                                                             | Nejvyšší umístění v hitparádě | Nejvyšší umístění v hitparádě | Nejvyšší umístění v hitparádě | Nejvyšší umístění v hitparádě | Nejvyšší umístění v hitparádě | Ocenění                                          |
| Rok  | Album                                                                             | US 200                        | US Hip-Hop                    | US Rap                        | UK                            | CAN                           | Ocenění                                          |
| ---- | --------------------------------------------------------------------------------- | ----------------------------- | ----------------------------- | ----------------------------- | ----------------------------- | ----------------------------- | ------------------------------------------------ |
| 1999 | Venni Vetti Vecci - Vydáno: 1. června 1999 - Vydavatel: Murder Inc., Def Jam      | 3                             | 1                             | —                             | —                             | 20                            | US: platinové                                    |
| 2000 | Rule 3:36 - Vydáno: 10. října 2000 - Vydavatel: Murder Inc., Def Jam              | 1                             | 1                             | —                             | —                             | 8                             | US: 3x platinové CAN: platinové                  |
| 2001 | Pain Is Love - Vydáno: 2. října 2001 - Vydavatel: Murder Inc., Def Jam            | 1                             | 1                             | —                             | 3                             | 3                             | US: 3x platinové CAN: 3x platinové UK: platinové |
| 2002 | The Last Temptation - Vydáno: 19. listopad 2002 - Vydavatel: Murder Inc., Def Jam | 4                             | 2                             | —                             | 14                            | —                             | US: platinové CAN: platinové UK: stříbrné        |
| 2003 | Blood in My Eye - Vydáno: 4. listopad 2003 - Vydavatel: Murder Inc., Def Jam      | 6                             | 1                             | —                             | 51                            | —                             | US: /                                            |
| 2004 | R.U.L.E. - Vydáno: 8. listopad 2004 - Vydavatel: Murder Inc., Def Jam             | 7                             | 3                             | 3                             | 33                            | —                             | US: zlaté UK: stříbrné                           |
| 2012 | Pain Is Love 2 - Vydáno: 28. února 2012 - Vydavatel: Mpire / Fontana              | 197                           | 34                            | —                             | —                             | —                             | US: /                                            |

### Jiná alba
| Rok  | Album                                                                     | Nejvyšší umístění v hitparádě | Nejvyšší umístění v hitparádě | Nejvyšší umístění v hitparádě | Nejvyšší umístění v hitparádě | Nejvyšší umístění v hitparádě | Ocenění |
| Rok  | Album                                                                     | US 200                        | US Hip–Hop                    | US Rap                        | UK                            | CAN                           | Ocenění |
| ---- | ------------------------------------------------------------------------- | ----------------------------- | ----------------------------- | ----------------------------- | ----------------------------- | ----------------------------- | ------- |
| 2009 | The Mirror - Vydáno: 31. července 2009 (jen digitálně) - Vydavatel: Mpire | –                             | –                             | –                             | –                             | –                             | US: /   |

### Kompilace
- 2005 – Exodus
- 2012 – Icon

### Spolupráce

#### S "Murder Inc."
- 2000 – Irv Gotti Presents: The Murderes
- 2002 – Irv Gotti Presents: The Inc.
- 2002 – Irv Gotti Presents: The Remixes

### Úspěšné singly
- 2000 – Between Me and You (ft. Christina Milian)
- 2000 – Put It On Me (ft. Lil' Mo & Vita)
- 2001 – I'm Real (Murder Remix) (ft. Jennifer Lopez)
- 2001 – Livin' It Up (ft. Case)
- 2001 – Always On Time (ft. Ashanti
- 2002 – Down Ass Chick (ft. Charlie Baltimore)
- 2003 – Mesmerize (ft. Ashanti)
- 2004 – Wonderful (ft. R. Kelly a Ashanti)
- 2004 – New York (ft. Fat Joe a Jadakiss)

## Filmografie
- 2000 – Da Hip Hop Witch
- 2000 – Turn It Up
- 2000 – Backstage
- 2001 – Crime Partners
- 2001 – The Fast and the Furious (Rychle a zběsile)
- 2002 – Half Past Dead (Na pokraji smrti)
- 2003 – Scary Movie 3
- 2003 – Pauly Shore Is Dead (Sláva jen pro mrtvé)
- 2004 – The Cookout
- 2004 – Shall We Dance?
- 2005 – Back in the Day
- 2005 – Assault on Precinct 13 (Přepadení 13. okrsku)
- 2007 – Furnace / (Výheň)
- 2010 – Wrong Side of Town
- 2010 – Don't Fade Away
- 2011 – CO2
- 2011 – I'm in Love with a Church Girl
- 2011 – Goat